# رحله کنانی
رحله کنانی یا رحله ابن جبیرُ اثر سیاح و جهانگرد مسلمان اندلسی به نام ابن جبیر بود که طی قرون ۱۲ نوشته شده است. سفرنامه او که شرح سفر او به برخی از سرزمین‌های اسلامی است مشهور است. این اثر علاوه بر محتوا از نظر ادبی نیز حائز اهمیت است. وی، در این کتاب ماجرای سفر خود را به صورتی دقیق با ذکر تواریخ هجری قمری، مسیحی و گاه سریانی نوشته‌است. این کتاب، مطالب بسیار ارزنده‌ای دربارهٔ مکه، مدینه، عراق، مصر و سوریه به ویژه در نخستین دوره جنگ‌های صلیبی و حکومت‌های تحت حاکمیت نورالدین زنگی و صلاح‌الدین ایوبی ارائه کرده‌است.